# Antonin Magne
Antonin Magne (Ytrac, 15 februari 1904 - Arcachon, 8 september 1983) was een Frans wielrenner en ploegleider.

## Levensloop
Tonin de Wijze, een prestigieus kampioen en mens, heeft tijdens zijn hele carrière schitterende demonstraties van zijn talenten als atleet en voorbeeldige eerlijkheid gegeven. Niet alleen heeft hij in zijn privé- en beroepsleven zijn favoriete spreuk 'zonder deugd geen roem' gerespecteerd, maar hij heeft deze spreuk ook doorgegeven aan generaties sporters voor wie hij tijdens zijn lange en waardevolle carrière als ploegleider die een kwarteeuw (van 1945 tot 1969) duurde, de gids en meester was. Renners als Louison Bobet, Rik Van Steenbergen, Fred De Bruyne, Raymond Impanis en Raymond Poulidor waren zijn pupillen en de voormannen van de Mercier-ploeg, die van Antonin Magne een echt instituut maakte.
Tijdens zijn carrière als wielrenner verklaarde hij: 'Je moet doorzetten en je krachten sparen om aan het einde even sterk te zijn als aan het begin.' Zo definieerde Tonin het geheim van de Ronde van Frankrijk.
Magne had in het begin niet echt aanleg voor de wielersport. Hij begon op zijn zestiende, mislukte en het duurde jaren voordat hij zich zou gaan bewijzen. Toch gaf hij de moed nooit op. Door zijn volharding boekte op zijn 23ste alsnog zijn eerste succes: Parijs-Saint-Quentin. Het jaar daarop, in 1927, won hij Parijs-Limoges. Omdat hij een voorbeeldig bestaan had geleid, zonder een detail te verwaarlozen en omdat hij voortdurend had geprobeerd om boven zichzelf uit te stijgen, trok Magne zich aan de vooravond van de oorlog terug met een benijdenswaardig palmares, bestaande uit twee eindzeges in de Ronde van Frankrijk en een wereldkampioenentrui na een solo-ontsnapping op het circuit van Bern, waar hij zijn succes boekte met bijna tien minuten voorsprong op de nummer twee.
Vlak voor de start van zijn eerste succesvolle Ronde van Frankrijk had hij zich in een hotel in Nay gevestigd, aan de voet van de Pyreneeën. Zijn komst was met de grootste geheimzinnigheid omgeven. Vier weken lang beklom hij om de dag de cols van de toekomstige etappe Pau-Luchon, en regelde hij het verzet van zijn fiets. Pas twee dagen voor de start keerde hij terug op zijn boerderij in Livry-Gargan, vlak bij Parijs. Tijdens zijn verkenningen had hij ontdekt dat er in de afdaling van de Aubisque een weggedeelte was met over de volle breedte een laag grote keien. Het leek alsof ze erop waren gestrooid. Nadat hij meerdere malen op dit stuk weg had geoefend, bedacht hij dat hij tijdens de afdaling op volle snelheid moest aanvallen, wilde hij goed presteren. Aldus behaalde hij zijn doel: de verovering van de gele trui.
Het karakter van Magne kan getypeerd worden door vele voorbeelden. Zo doet het verhaal de ronde dat hij zichzelf iedere ochtend, weer of geen weer, dwong om een steen achter in zijn tuin te verplaatsen, wat hij vergeleek met de vervelende taken waarvoor een kampioen die deze naam waardig is, niet mag terugdeinzen. Hij redeneerde als een wiskundige, als iemand die zich uitsluitend op zekerheden baseert. Volgens journalisten had hij één gebrek: hij was niet spectaculair. Hij zou niet goed tot zijn recht komen tegenover de vrolijke grappenmaker uit Montmartre, André Leducq en de prins van de elegantie Charles, de jongste van de broers Pélissier. Toch roemde men zijn integriteit, zijn eerlijkheid, zijn koelbloedige evenwichtigheid, zijn luciditeit en zijn inschattingsvermogen.

## Belangrijkste overwinningen
1926
Parijs-Saint-Quentin
1927
Grand Prix Wolber
Parijs-Limoges
14e etappe Ronde van Frankrijk
1928
13e en 21e etappe Ronde van Frankrijk
1929
Parijs-Limoges
1930
12e etappe Ronde van Frankrijk
Circuit des villes déaux d'Auvergne
1931
9e etappe Ronde van Frankrijk
 Eindklassement Ronde van Frankrijk
1934
17e en 21Be etappe Ronde van Frankrijk
 Eindklassement Ronde van Frankrijk
Grote Landenprijs
1935
Grote Landenprijs
1936
Etappe 20b Ronde van Frankrijk
Grote Landenprijs
 Wereldkampioenschap op de weg
1938
10Ce en 21e etappe Ronde van Frankrijk

## Resultaten in voornaamste wedstrijden
| Jaar | Ronde van Italië | Ronde van Frankrijk | Ronde van Spanje |
| ---- | ---------------- | ------------------- | ---------------- |
| 1927 |                  | 6e (1)              |                  |
| 1928 |                  | 6e (2)              |                  |
| 1929 |                  | 7e                  |                  |
| 1930 |                  | ↑ (1)               |                  |
| 1931 | 29e              | ↑ (1)               |                  |
| 1932 | 34e              |                     |                  |
| 1933 |                  | 8e                  |                  |
| 1934 |                  | ↑ (2)               |                  |
| 1935 |                  | opgave              |                  |
| 1936 |                  | ↑ (1)               |                  |
| 1937 |                  |                     |                  |
| 1938 |                  | 8e (2)              |                  |
| 1939 |                  |                     |                  |

| Jaar | Parijs-Roubaix | Parijs-Tours |  | WK op de weg |
| ---- | -------------- | ------------ |  | ------------ |
| 1927 | 38e            |              |  |              |
| 1928 | 22e            |              |  |              |
| 1929 |                |              |  |              |
| 1930 | ↑              |              |  |              |
| 1931 |                |              |  |              |
| 1932 | 23e            |              |  | 17e          |
| 1933 | 13e            | Zilver       |  | ↑            |
| 1934 | 26e            | 12e          |  | 14e          |
| 1935 |                |              |  |              |
| 1936 | 22e            |              |  | ↑            |
| 1937 |                | 8e           |  |              |
| 1938 |                | 12e          |  |              |
| 1939 | 9e             |              |  |              |

- Bibliothèque nationale de France: cb11988193j (data)
- Gemeinsame Normdatei: 131882872
- International Standard Name Identifier: 0000 0001 0884 3609
- Library of Congress Control Number: n88637530
- Nederlandse Thesaurus van Auteursnamen: 072266511
- Système universitaire de documentation: 027949109
- Virtual International Authority File: 30682937
- WorldCat: E39PBJm9797Y7dX4ByYfGFVt8C